# زیردریایی وپر (کی-۱۵۷)
زیردریایی وپر (کی-۱۵۷) (به انگلیسی: Russian submarine Vepr (K-157)) یک زیردریایی است که طول آن 114.3 meters می‌باشد. این زیردریایی  در سال ۱۹۹۴ ساخته شد.